# La Graine
Pour plus de détails, voir Fiche technique et Distribution.
La Graine est un film franco-belge réalisé par Éloïse Lang et sorti en 2023.

## Synopsis
Lucie et Inès forment un couple de lesbiennes heureux. La seule chose qui leur manque : un enfant. Après cinq tentatives infructueuses de PMA, elles décident de partir en Belgique pour le voyage de la dernière chance. Là-bas, elles rencontrent un clinicien, le professeur Peeters, chargé de recueillir les dons de sperme. Réclamant le « meilleur sperme de Belgique », monsieur Peeters décide de les aider en les accompagnant à la source, un campus universitaire, pour trouver LA graine.

## Fiche technique
Sauf indication contraire, les informations mentionnées dans cette section peuvent être confirmées par les bases de données cinématographiques IMDb et Allociné,  présentes dans la section « Liens externes ».
- Titre original : La Graine
- Réalisation : Éloïse Lang
- Scénario : Éloïse Lang et Pauline Mauroux
- Musique : n/a
- Direction artistique : n/a
- Décors : Patrick Dechesne et Alain-Pascal Housiaux
- Costumes : Béatrice Lang
- Photographie : n/a
- Son : n/a
- Montage : Benjamin Favreul
- Production : n/a
- Société(s) de production : Pathé, Les Films du Cap
- Société(s) de distribution : Prime Video
- Budget : n/a
- Pays de production :  France
 Belgique
- Langue originale : français
- Format : couleur
- Genre : Comédie
- Durée : 92 minutes
- Dates de sortie :
  - France : 3 mai 2023

## Distribution
Sauf indication contraire, les informations mentionnées dans cette section peuvent être confirmées par la base de données cinématographiques IMDb,  présente dans la section « Liens externes ».
- Stacy Martin : Inès
- Marie Papillon : Lucie
- François Damiens : M. Peeters
- Pablo Pauly : William
- Victoire Du Bois : Cécile
- Guillermo Guiz : Bau
- Stéphanie Van Vyve : Mme Peeters
- Florence Hebbelynck : la conseillère « The Klinic»
- Aurélien Ringelheim : Léopold du Vieux Thiers
- Alexandre von Sivers : Albert du Vieux Thiers

## Production

### Genèse et scénario
L'idée du scénario a germé dans l'esprit d'Éloïse Lang au cours d'une lecture du journal The New York Times, qui abordait la difficulté que pouvaient rencontrer les couples pendant leur parcours de PMA.
Sujet en tête, il faut maintenant passer par l'étape de la construction du scénario. Pour cela, la réalisatrice et sa co-autrice, Pauline Mauroux, décident de se faire passer pour un couple de lesbiennes, afin de vivre de l'intérieur le parcours de la PMA « des couples et des femmes célibataires ».
Pour son film, la réalisatrice voulait un film le plus universel possible : « Je ne voulais pas des héroïnes qui soient empêchées par leur orientation sexuelle. Je souhaitais que ce couple soit le plus universel possible ». Cet universalité est aussi ce qui a plu pour les actrices principales du film :

« Le couple de Lucie et Inès est tellement fort que n'importe qui peut se mettre à la place de l'une ou de l'autre »

— Marie Papillon

### Choix des interprètes
Lorsque le projet est lancé, Marie Papillon est déjà incluse. Le choix de Stacy Martin pour jouer sa partenaire de jeu s'est fait par le casting. Ainsi, la réalisatrice a pris du temps afin de trouver celle qui conviendrait le mieux pour former un duo avec une alchimie sincère. Marie Papilon a fait plusieurs essais donc avec différentes actrices avant de tomber sur Stacy Martin : « ça a tout de suite été une évidence ».